# اوانزویل (آلاسکا)
اوانزویل (به انگلیسی: Evansville) شهرکی در ناحیه سرشماری یوکان-کویوکوک، آلاسکا ایالت آلاسکا است که جمعیت آن در سرشماری سال ۲۰۰۰ میلادی ۲۸ نفر بوده‌است.